# Sammlung Robert Simon
Die Sammlung Robert Simon, angelegt von dem Museumsgründer und Galeristen Robert Simon, ist eine Privatsammlung von Kunst des 20. und 21. Jahrhunderts.
Sie umfasst Malerei, Grafik, Skulpturen und Objektkunst aus der Zeit der 1960er Jahre bis heute. Dazu gehört eine umfangreiche Kollektion der Multiples und Unikaten von Joseph Beuys und Timm Ulrichs. Weitere Schwerpunkte der Sammlung sind die Maler Dieter Krieg und Ben Willikens sowie der Objektkünstler Peter Basseler.
Darüber hinaus gibt es zwei Sonderbereiche der Sammlung: die Neue Sachlichkeit im Hannover der 1920er Jahre mit Werken von Erich Wegner, Grethe Jürgens und ihrem Lehrer Fritz Burger-Mühlfeld sowie internationale Lichtkunst u. a. mit Werken von Klaus Geldmacher, Christian Herdeg, Brigitte Kowanz, Mischa Kuball, Vollrad Kutscher, Francesco Mariotti, Jan van Munster, Molitor & Kuzmin, Leonardo Mosso, Otto Piene, Regine Schumann und Timm Ulrichs.
Die Sammlung ist weitgehend im Besitz der Robert Simon Kunststiftung und wird im Kunstmuseum Celle mit Sammlung Robert Simon gezeigt.